# Brzeźno (województwo podlaskie)
Brzeźno – wieś w Polsce położona w województwie podlaskim, w powiecie grajewskim, w gminie Szczuczyn.
W latach 1975–1998 miejscowość administracyjnie należała do województwa łomżyńskiego.
Wierni kościoła rzymskokatolickiego należą do parafii św. Stanisława Biskupa i Męczennika w Niedźwiadnej.